# FaceApp
FaceApp là một ứng dụng di động cho iOS và Android được phát triển bởi công ty Wireless Lab của Nga sử dụng trí tuệ nhân tạo để tạo ra các biến đổi khuôn mặt rất thực tế trong các bức ảnh. Ứng dụng có thể biến đổi khuôn mặt để khiến nó cười, trông trẻ hơn, trông già hơn hoặc thay đổi giới tính.

## Tính năng
FaceApp được ra mắt trên iOS vào tháng 1 năm 2017 và trên Android vào tháng 2 năm 2017.

## Chỉ trích
Năm 2019, FaceApp đã thu hút những lời chỉ trích trên cả báo chí và trên phương tiện truyền thông xã hội về quyền riêng tư của dữ liệu người dùng.